# Pianosonate nr. 11 (Beethoven)
Pianosonate nr. 11 in Bes majeur, op. 22, is een pianosonate van Ludwig van Beethoven. Hij schreef het stuk, dat circa 25 minuten duurt, tussen 1799 en 1800.

## Onderdelen
De sonate bestaat uit vier delen:
- I Allegro con brio
- II Adagio con molt' espressione
- III Menuetto
- IV Rondo: Allegretto

### Allegro con brio
Dit is het eerste deel van de sonate. Het stuk is in sonatevorm geschreven en begint in Bes majeur, daarna moduleert het naar de dominant toonsoort. De doorwerking werkt met de laatste maten van de expositie, waarna de rechterhand arpeggios gaat spelen, terwijl de linkerhand langzaam daalt. De reprise begint hetzelfde als de expositie, maar heeft ook het tweede thema in de hoofdtoonsoort. Het deel duurt circa 8 minuten.

### Adagio con molt'espressione
Dit is het tweede deel van de sonate. Het stuk in Es majeur heeft ook een sonatevorm. De expositie begint in de hoofdtoonsoort en eindigt in de dominant toonsoort. De doorwerking werkt met materiaal uit het eerste thema van de expositie, waarna de intensiteit toeneemt en uiteindelijk beide handen alleen maar zestiende noten spelen. Uiteindelijk gaat het stuk naar de reprise, waar het in de hoofdtoonsoort blijft. Het stuk duurt circa 8 minuten.

### Menuetto
Dit is het derde deel van de sonate. Het stuk staat in Bes majeur, het tweede deel in g mineur. Het duurt circa 3 minuten.

### Rondo
Dit is het vierde en laatste deel van de sonate. Het heeft een A-B-A-C-A-B-A-coda vorm. Het eerste "A" thema begint in de hoofdtoonsoort, waarna het "B" thema in de dominant toonsoort overgaat met grote arpeggios. Daarna komt de melodie uit het "A" thema even terug, om daarna naar het tweede "A" thema te gaan. Dit gedeelte heeft weinig variaties ten opzichte van het eerste "A" thema. Plotseling komt dan het "C" thema in bes mineur. Dit deel begint met forte akkoorden, waarna de rechterhand 32ste noten gaat spelen, begeleid door staccato zestiende noten in de linkerhand. Uiteindelijk komt het "A" thema een aantal keren naar voren, waarna het stuk ook daadwerkelijk weer in de hoofdtoonsoort komt. Hierna komt voor de tweede keer het "B" thema, dat overigens wel in de hoofdtoonsoort blijft. Daarna komt een nep "A" thema in de subdominant toonsoort, dat gevolgd wordt door het echte "A" thema in de hoofdtoonsoort. Het einde van het "A" thema loopt door in een coda. De sonate wordt afgesloten met twee grote pianoakkoorden. Het stuk duurt circa 6 minuten.